# Strömstadstraktaten

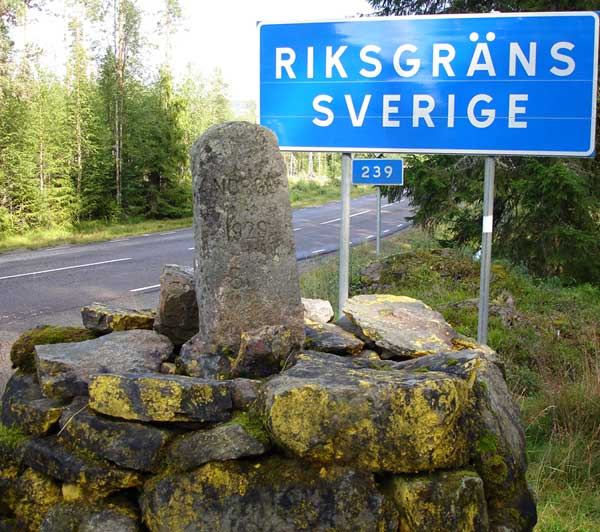
Riksröse 81A nordväst om Lekvattnet i Värmland. Detta är ett av de rösen som byggdes i samband med gränsöversynen 1929.

Strömstadstraktaten var den traktat genom vilken merparten av dagens svensk-norska gräns definierades, efter många gränsförändringar under historiens gång. Dokumentet undertecknades i Strömstad den 21 september (julianskt datum, som då gällde i Sverige)/2 oktober (gregorianskt datum, som då gällde i Danmark-Norge) 1751. Den del av gränsen som inte ingick var den som berörde Bohuslän, eftersom den hade fastställts i Nasselbackatraktaten 1661.

## Bakgrund
Efter det stora nordiska kriget slöt Sverige fred med Danmark-Norge genom freden i Frederiksborg 1720. Man kom då överens om att dra upp gränsen mellan de båda rikenas lappmarker, eftersom detta aldrig tidigare hade blivit gjort. Inget konkret hände dock förrän Sverige och Danmark-Norge 1734 ingått en defensivallians. I den överenskommelsen sades att man skulle "undersöka och avgöra stridigheter uppå alla de ställen, varest någon tvist på norska gränsen vara kan". Året därpå tillsattes gränskommissionärer på ömse sidor, och 1737 blev det klart att hela gränsen skulle utredas, inte bara de omtvistade delarna.

## Gränsundersökningarna
Den 2 augusti 1738 påbörjades gränsuppgången på Hisön i Norra Kornsjön på gränsen mellan Bohuslän och Dalsland. På de sträckor där de båda rikenas representanter var eniga om gränsens sträckning byggdes rösen, medan man för övriga sträckor utredde och protokollförde de olika åsikterna. Från Hisön till norra Dalarna kom gränsen att i stort sett följa gamla etablerade länsgränser, vilka dels baserades på skattläggning, dels på kyrkotillhörighet. Här rådde ingen större oenighet mellan rikena.
Därefter blev det svårare. Idre och Särna hade hört till biskopsdömet i norska Hamar, men ockuperats av svenskarna 1644 och inte återlämnats i samband med freden i Brömsebro. Den dansk-norska sidan ville nu återfå Idre och Särna, vilket svenskarna ställde sig kallsinniga till.
Norr om Idre hade gränsen av hävd gått längs Kölen, det vill säga vattendelaren mellan Atlanten och Östersjön, men vad detta innebar i praktiken hade aldrig definierats. När det gällde Lierne väster om Strömsund menade Danmark-Norge att detta var gammalt norskt land, tillhörande Snåsa, trots att det låg öster om Kölen.
Längre norrut var meningsskiljaktigheterna mindre, mycket beroende på att där inte fanns någon jordbrukande befolkning i gränsområdet.
En viktig person i gränsundersökningarna var major Peter Schnitler, som 1742 engagerades för att leda undersökningarna på dansk-norsk sida från Røros och norrut. Han gick mycket grundligt till väga och intervjuade ett stort antal vittnen som kände till gränsområdet, främst renskötande samer och norska bönder. Även på svensk sida gjordes sådana undersökningar, men de var av mindre omfattning. 
Fältarbetet pågick fram till 1745, varefter materialet bearbetades och kartorna renritades. En förteckning upprättades över punkter där enighet respektive oenighet rådde.

## Förhandlingarna i Strömstad

Skiss av karta från 1740-talet som visar de svenska pretentionerna till Utsjoki, Karasjok och Kautokeino. Gränsen kom att gå längs med Tana älv.

Hösten 1749 inleddes gränsförhandlingar i Strömstad. Sverige ville inte lämna ifrån sig Idre och Särna, varför ett kompromissförslag lades fram om att Norge skulle få en del av gamla Idre socken öster om Femunden. Sverige godtog detta och gav samtidigt upp alla krav på Kautokeino, Karasjok och Utsjokis del norr om Tana älv.
När det gällde Lierne accepterade Sverige argumentet att det hörde till Snåsa prosteri, varför området fick förbli norskt. Danmark-Norge krävde också att få Frostvikens socken, men fick ge med sig på den punkten.
Strömstadstraktaten undertecknades den 21 september 1751, vilket för svenskarna var den 2 oktober (gamla stilen).
För att säkra samernas rättigheter att flytta mellan båda rikena infördes ett bihang, kallat lappkodicillen, i fördraget.

## Rösläggningen
I traktaten fastslogs att gränsen skulle märkas ut med numrerade stenrösen. Detta arbete påbörjades vid Hisön den 1 juni 1752, där riksröse nr 1 placerades. Riksröse 293 står ungefär en mil väster om Treriksröset, där Sveriges territorium upphör sedan avträdelsen av Finland 1809. Ytterligare ett 50-tal rösen byggdes öster om Treriksröset och numrerades i samma serie. Arbetet avslutades 1766 vid Golmmešoaivi på den nuvarande gränsen mellan Nesseby kommun och Sør-Varanger kommun i Finnmark fylke. Längre österut valde man att inte definiera gränsen då det fanns ryska intressen där. Gränsen mellan Norge och Ryssland definierades 1826 då Norge var i union med Sverige och Finland med Ryssland.
De rösen som lades upp 1752–1766 är gränsens huvudrösen och betecknas på kartor med Rr och ett löpnummer. I samband med en gränsöversyn som gjordes 1929–1930 kompletterades gränsmarkeringen med ett stort antal nya rösen. Samtidigt infördes en beteckning, så att nya rösen efter riksröse 233 i riktning mot riksröse 234 betecknas med Rr 233 A, Rr 233 B och så vidare. Det kan även förekomma förteckningar såsom a, Aa och Ba, exempelvis Rr 240a norr om Sårjåsjávrre, Rr 290Aa söder om Pältsan och Rr 155Ba norr om Sylarna.